# 二溴磷
二溴磷（英語：或）是一种有机磷杀虫剂，其化学名为1,2-二溴-2,2-二氯乙磷酸二甲酯（dimethyl 1,2-dibromo-2,2-dichloroethylphosphate）。
二溴磷在无水条件下稳定，须在避光、常压和常温下保存，在水和碱存在下会降解，在酸性条件下会产生有毒氯化物，与金属、还原剂或硫醇反应会释放溴生成敌敌畏。